# Stefan Kurt

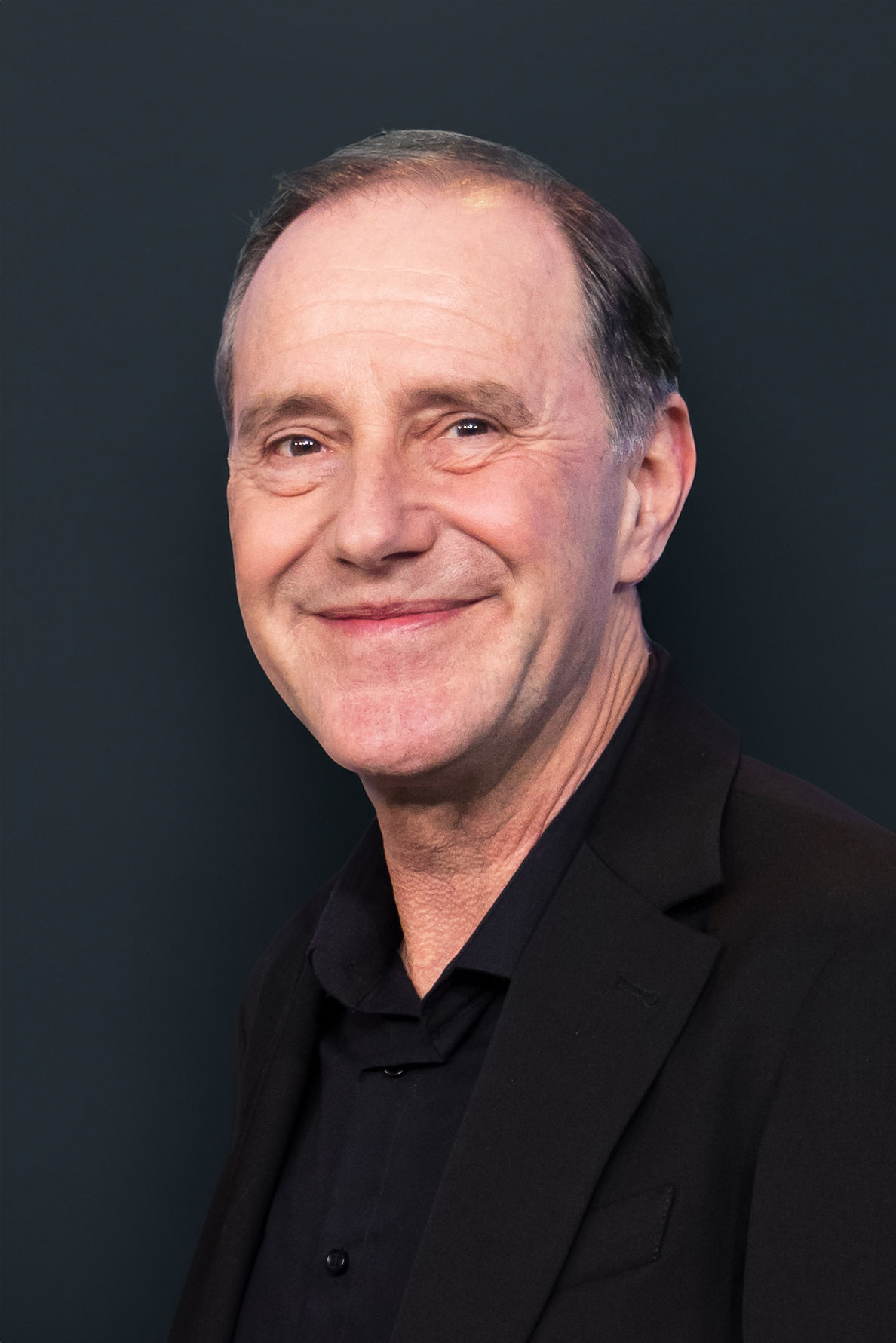
Stefan Kurt, 2023

Stefan Kurt (* 22. Oktober 1959 in Bern) ist ein Schweizer Film- und Theaterschauspieler.

## Leben
Stefan Kurt absolvierte eine Ausbildung zum Primarschullehrer. Danach studierte er Schauspiel am Konservatorium für Musik und Theater Bern (heutiger Name: Hochschule der Künste Bern).
Von 1985 bis 1993 war er Ensemble-Mitglied des Hamburger Thalia-Theaters und arbeitete mit Regisseuren wie Jürgen Flimm und Robert Wilson zusammen (The Black Rider). Für seine Darstellung des Silvio in Der Diener zweier Herren erhielt er 1987 den Boy-Gobert-Preis.
2003 spielte er den Valerio in Robert Wilsons Inszenierung von Leonce und Lena von Georg Büchner am Berliner Ensemble, wo er auch in weiteren Hauptrollen wie z. B. in Ein Wintermärchen von Shakespeare und 10 Jahre als Mackie Messer in der Dreigroschenoper von Bertolt Brecht zu sehen war. Weiter spielte Kurt am Zürcher Schauspielhaus in mehreren Inszenierungen von Barbara Frey: Drei Schwestern, Meer und Jakob von Gunten. Ausserdem spielte Kurt verschiedene musikalische Rollen an der Komischen Oper Berlin, im Casinotheater Winterthur spielte Kurt den Frosch (Regie: Stefan Huber) und an der Oper Basel 2019 die Zaza im Käfig voller Narren in der Regie von Martin Berger. Seit 1993 wirkte Stefan Kurt in zahlreichen Fernseh- und Kinoproduktionen mit. Wiederholt stand er dabei unter der Regie von Oliver Storz vor der Kamera. Für Der Schattenmann und Gegen Ende der Nacht wurde er 1997 und 1999 jeweils mit dem Adolf-Grimme-Preis ausgezeichnet. Seine erste Fernsehrolle, die Hauptrolle als Kommissar Held in «Der Schattenmann», machte Stefan Kurt auf einen Schlag berühmt. Für seine darstellerische Leistung in Dreileben – Eine Minute Dunkel wurde Stefan Kurt 2011 in der Kategorie Bester Schauspieler mit einer Nominierung für den Deutschen Fernsehpreis bedacht. Bereits 1996 hatte er für Der Schattenmann dessen Vorläufer, den Telestar erhalten. In den Kinofilmen Pettersson und Findus – Das schönste Weihnachten überhaupt (2016) und Pettersson und Findus – Findus zieht um (2018) war er als „Pettersson“ besetzt.
Bei der Verleihung des Schweizer Filmpreises 2018 war er für seine Darstellung in Papa Moll und die Entführung des fliegenden Hundes als Bester Darsteller nominiert. 2019 spielte er In dem Kinofilm Jagdzeit von Sabine Boss die Hauptrolle. In Quentin Tarantinos Western The Hateful Eight (2015) wurde Kurt für die deutschsprachige Synchronisation von Tim Roth in der Rolle des Oswaldo Mobray eingesetzt. Ausserdem lieh er Marc Rylance seine Stimme im Fantasy-Kinofilm BFG – Big Friendly Giant von Steven Spielberg.
Stefan Kurt ist Mitglied der Deutschen Akademie der Darstellenden Künste, der Schweizer Filmakademie, der Deutschen Filmakademie und im Bundesverband Schauspiel (BFFS). Im Februar 2021 war Kurt Teil der Initiative #ActOut im SZ-Magazin, zusammen mit 184 anderen lesbischen, schwulen, bisexuellen, queeren, intergeschlechtlichen und transgender Personen aus dem Bereich der darstellenden Künste.

## Filmografie (Auswahl)
- 1993: Tatort: Gehirnwäsche (Fernsehreihe)
- 1996: Der Schattenmann
- 1997: Marthas Garten – Regie: Peter Liechti
- 1998: Gegen Ende der Nacht – Regie: Oliver Storz
- 1999: Bella Block: Geflüsterte Morde
- 1999: Der Vulkan – Regie: Ottokar Runze
- 1999: Ein großes Ding
- 1999: Long Hello & Short Goodbye
- 1999: Tatort: Alp-Traum (Fernsehreihe)
- 1999: Tödliche Schatten – Regie: Diethard Klante
- 2000: Beresina oder Die letzten Tage der Schweiz
- 2001: Die Affäre Semmeling
- 2002: Große Mädchen weinen nicht
- 2003: Tatort: Veras Waffen (Fernsehreihe)
- 2004: Die andere Frau – Regie: Margarethe von Trotta
- 2005: Tod eines Keilers (Der Keiler, Fernsehfilm)
- 2005: Ultima Thule – Eine Reise an den Rand der Welt – Regie: Hans-Ulrich Schlumpf
- 2006: Drei Schwestern made in Germany – Regie: Oliver Storz
- 2006: Ein starkes Team: Sippenhaft
- 2007: Bis zum Ellenbogen
- 2007: Frühstück mit einer Unbekannten
- 2007: Mein Führer – Die wirklich wahrste Wahrheit über Adolf Hitler
- 2007: Vier Minuten
- 2008: Ein starker Abgang
- 2008: Hurenkinder – Regie: Andreas Kleinert
- 2009: Das Duo: Wölfe und Lämmer
- 2009: Die Frau, die im Wald verschwand
- 2009: Giulias Verschwinden
- 2009: Haus und Kind
- 2009: Mensch Kotschie
- 2010: Aghet – Ein Völkermord
- 2010: Der letzte Weynfeldt
- 2010: Stationspiraten
- 2010: Spuren des Bösen: Das Verhör
- 2011: Der Verdingbub
- 2011: Dreileben (Filmtrilogie, Folge Eine Minute Dunkel)
- 2011: Ein Tick anders
- 2012: Ruhm
- 2012: Tatort: Todesschütze (Fernsehreihe)
- 2013: Lovely Louise
- 2013: Traumland
- 2014: Akte Grüninger
- 2015: Dengler: Die letzte Flucht (Fernsehreihe)
- 2015: Der Liebling des Himmels (Fernsehfilm)
- 2015: Desaster
- 2015: Wilsberg: Bittere Pillen
- 2016: Pettersson und Findus – Das schönste Weihnachten überhaupt
- 2017: Papa Moll und die Entführung des fliegenden Hundes (Papa Moll)
- 2018: Bella Germania
- 2018: Pettersson und Findus – Findus zieht um
- 2018: Und der Zukunft zugewandt
- 2019: Aus dem Schatten – Eine Zeit der Hoffnung (Fernsehfilm)
- 2019: Die Informantin – Der Fall Lissabon
- 2019: Ich war noch niemals in New York
- 2019: Zwingli
- 2020: Jagdzeit – Regie: Sabine Boss
- 2020: Tatort: Ein paar Worte nach Mitternacht
- 2020: Frieden (Fernsehserie)
- 2021: Allmen (Filmreihe, Folge Allmen und das Geheimnis der Erotik)
- 2021: Legal Affairs
- 2022: Ostfriesensühne
- 2022: Tatort: Borowski und der Schatten des Mondes
- 2022: Die goldenen Jahre
- 2023: Sisi & Ich
- 2023: Ostfriesenwut
- 2024: Maloney (Fernsehserie)
- 2025: Stiller

## Theater (Auswahl)
- 1986: Der Diener zweier Herren (als Silvio), Regie: Jürgen Flimm, Thalia Theater Hamburg
- 1988: Clavigo (als Beaumarchais), Regie: Alexander Lang, Thalia Theater Hamburg
- 1990: Roberto Zucco (als Roberto Zucco), Regie: Wilfried Minks, Thalia Theater Hamburg
- 1991: Was ihr wollt (als Bleichenwang), Regie: Jürgen Flimm, Thalia Theater Hamburg
- 1994–1993: Alice, Regie: Robert Wilson, Thalia Theater Hamburg
- 1996–1990: The Black Rider (als Wilhelm), Regie: Robert Wilson, Thalia Theater Hamburg
- 1998–1996: Ein Sommernachtstraum (als Puck), Regie: Barbara Neureiter, Kampnagelfabrik Hamburg
- 1999–1997: Ozeanflug, Regie: Robert Wilson, Berliner Ensemble
- 1999–1996: Time Rocker, Regie: Robert Wilson, Thalia Theater Hamburg
- 2000: Rhythm in the 21. Century (David Moss), Regie: H.P. Kuhn, Stefan Kurt, Theater am Neumarkt, Zürich
- 2002: Therapie zwecklos (als Stuart), Regie: Christoph Marti, Bar jeder Vernunft
- 2004–2001: Die schöne Müllerin, Regie: Christoph Marthaler, Schauspielhaus Zürich
- 2004: Die Geschwister Tanner, Regie: Anna Viebrock, Schauspielhaus Zürich
- 2004–2003: Endspiel (als Clov), Regie: Wolf-Dietrich Sprenger, Schauspielhaus Zürich
- 2005: Brand (als Brand), Regie: Niklaus Helbling, Schauspielhaus Zürich
- 2006: Einfach, Eben: So! (Junko Wada H.P. Kuhn), Regie: Stefan Kurt, David Moss, Ruhrtriennale
- 2009: Sing für mich Tod, Regie: David Herrmann, Ruhrtriennale
- 2009–2006: Geschichten aus dem Wienerwald (als Alfred), Regie: Christoph Marthaler, Volksbühne am Rosa-Luxemburg-Platz
- 2011–2003: Leonce und Lena (als Valerio), Regie: Robert Wilson, Berliner Ensemble
- 2012: Die Bienen. Eine Schneise, Regie: Nicolas Liautard, Salzburger Festspiele
- 2013–2011: Orpheus in der Unterwelt (als Orpheus), Regie:Philipp Stölzl, Staatsoper Unter den Linden
- 2015–2014: Drei Schwestern (als Werschinin), Regie: Barbara Frey, Schauspielhaus Zürich
- 2017–2007: Die Dreigroschenoper (als Mackie Messer), Regie: Robert Wilson, Berliner Ensemble
- 2017–2011: Satiesfactionen, Regie: Jürgen Flimm, Staatsoper Unter den Linden
- 2017–2013: Peter Pan (als Kapitän Hook), Regie: Robert Wilson, Berliner Ensemble
- 2017–2014: Clivia (als Potterton), Regie: Stefan Huber, Komische Oper Berlin
- 2017–2016: Die Spoliansky-Revue, Regie: Stefan Huber, Komischer Oper Berlin
- 2017: Jakob von Gunten, Regie: Barbara Frey, Schauspielhaus Zürich
- 2018: Le cercle de craie (als Tchou-Tchou), Regie: Richard Brunel, Opéra de Lyon
- 2018: Die Rache der Fledermaus (als Frosch), Regie: Stefan Huber, Casinotheater Winterthur
- 2018: L’histoire du Soldat (als Teufel), Regie: Jürgen Flimm, Staatsoper Unter den Linden
- 2018–2019: La Cage Aux Folles (als Zaza), Regie: Martin G. Berger, Oper Basel
- 2020: Frühlingsstürme (als Katschalow), Regie: Barrie Kosky, Komische Oper Berlin
- 2023: La Cage aux Folles (als Albin/Zaza), Regie: Barrie Kosky, Kosmische Oper Berlin

## Audio Produktionen
- 2000: Stefan Kurt liest Tomi Ungerer Kein Kuss für Mutter; Flix; Der Hut. HörCompany
- 2000: Der schlimme Anfang von Lemony Snicket HörCompany
- 2001: Die Erbschaft von Connie Palmen Hörbuch Hamburg
- 2003: Der Reptiliensaal. Die schaurige Geschichte von Violet, Sunny und Klaus von Lemony Snicket HörCompany
- 2004: Messmers Gedanken, Messmers Reisen von Martin Walser Hoffmann und Campe
- 2005: Eine Reihe betrüblicher Ereignisse Bd. 1–3 (9 Audio CDs) von Lemony Snicket, HörCompany
- 2006: Ilias und Odyssee von Walter Jens HörCompany
- 2006: Die wundersame Reise von Edward Tulane von Kate DiCamillo HörCompany
- 2010: Der Elefant des Magiers von Kate DiCamillo HörCompany
- 2013: Wenn die Gondeln Trauer tragen von Daphne DuMaurier Der Audio Verlag
- 2014: Alles im Griff von Martin Suter Diogenes
- 2016: Die Bibel-Das Alte Testament von Sybil Gräfin Schönfeldt HörCompany
- 2016: Der Koran. Seine wichtigsten Botschaften (mit Stephan Benson, Rezitation Ali Taha), Der Audio Verlag
- 2016: Cheers von Martin Suter Diogenes
- 2017: Der Spaziergang von Robert Walser Diogenes
- 2019: Sandmännchens Traumgeschichten von Gina Ruck-Pauquet Der Audio Verlag
- 2019: Die schreckliche Geschichte der abscheulichen Familie Willoughby von Lois Lowry, HörCompany

## Auszeichnungen
- 1987: Boy-Gobert-Preis für Der Diener zweier Herren
- 1996: Telestar Bester Darsteller in einem Fernsehspiel für Der Schattenmann
- 1997: Adolf-Grimme-Preis für Der Schattenmann
- 1999: Adolf-Grimme-Preis für Gegen Ende der Nacht
- 2006: Swissperform-Preis, Tod eines Keilers
- 2010: Prix Swissperform für Der letzte Weynfeldt
- 2011: Nominierung für den Schweizer Filmpreis in der Kategorie Beste Nebenrolle für Stationspiraten
- 2011: Nominierung für den Deutschen Fernsehpreis in der Kategorie Bester Schauspieler für Dreileben – Eine Minute Dunkel
- 2012: Schweizer Filmpreis in der Kategorie Beste Nebenrolle für Der Verdingbub
- 2012: Deutscher Schauspielerpreis in der Kategorie Männliche Hauptrolle für Dreileben [6]
- 2018: Schweizer Filmpreis, Nominierung, Bester Darsteller Papa Moll
- 2020: Solothurner Filmtage, PRIX SWISSPERFORM – Schauspielpreis, Preis der Jury, Aus dem Schatten – Eine Zeit der Hoffnung
- 2020: Hörbuchpreis der Landeshauptstadt Wiesbaden, Bestes Kinderhörbuch, Die schreckliche Geschichte der abscheulichen Familie Willoughby